# Premier League 2020-2021 (Botswana)
La Premier League 2020-2021 è l'edizione in corso della massima divisione di calcio in Botswana.
La 1ª classificata partecipa alle qualificazioni ai gironi della CFA champions league e le ultime 3 classificate retrocedono in seconda divisione.
Qui sotto le squadre inserite seguendo la classifica alla 20ª giornata di campionato.
| Jwaneng Galaxy      | Gaborone United     | Police Xi         | Morupule Wanderers   |
| ------------------- | ------------------- | ----------------- | -------------------- |
| Township Rollers    | Prisons Xi Gaborone | Gilport Lions     | Tafic FC             |
| Orapa United        | BR Highlanders      | Notwane           | Molepolole City Wars |
| Security Sistems FC | Bdf Xi              | Extension Gunners | Miscellaneous SC     |